# Oxycirrhites typus

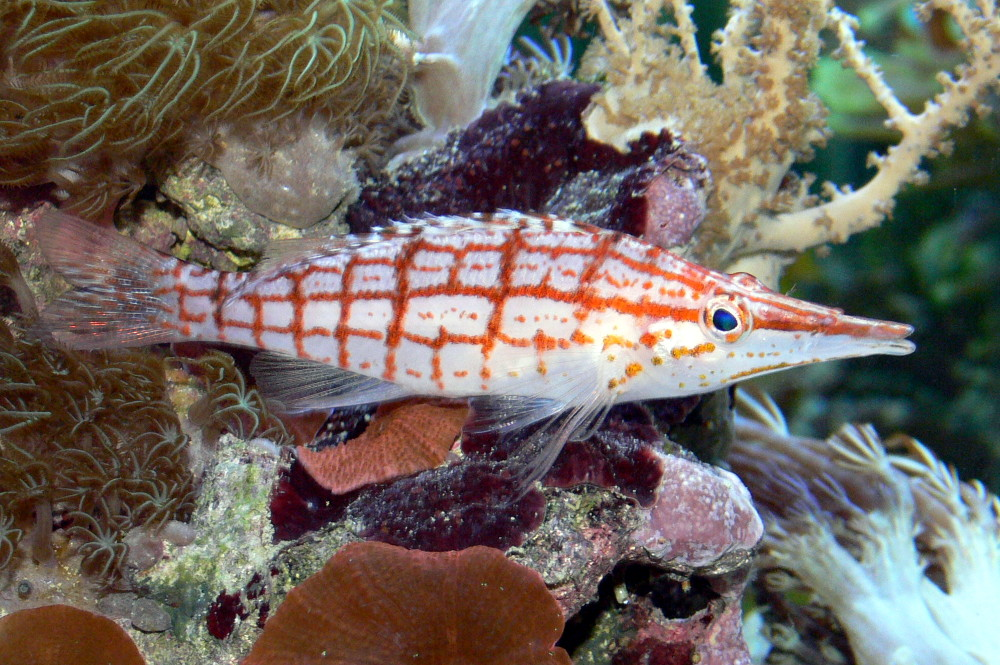
Vista lateral

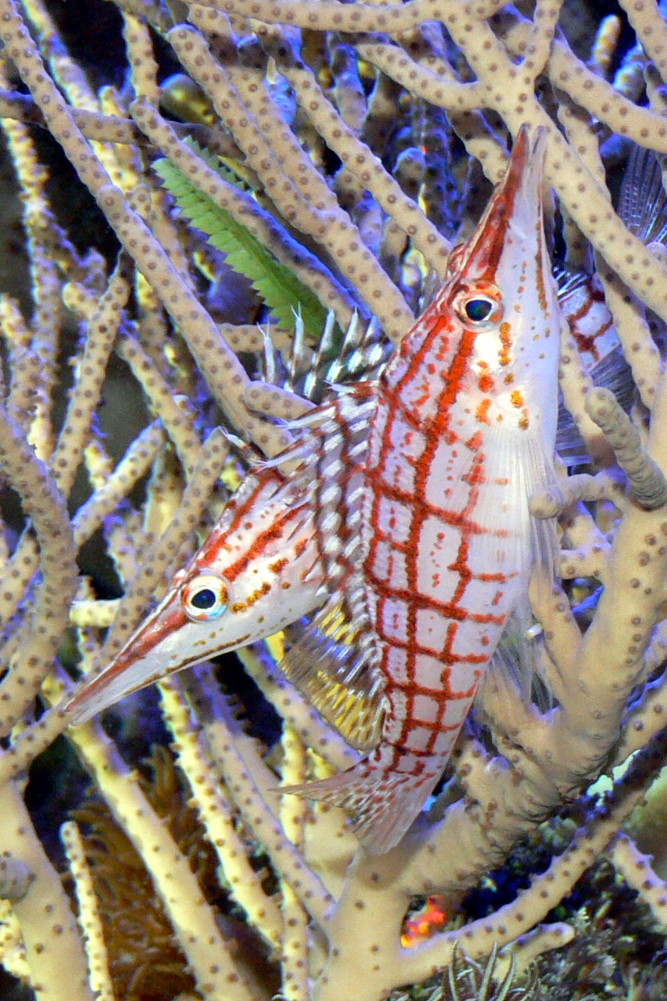
Detall de dos exemplars

Oxycirrhites typus és una espècie de peix pertanyent a la família dels cirrítids i l'única del gènere Oxycirrhites.

## Descripció
- Pot arribar a fer 13 cm de llargària màxima.
- Cos prim, moderadament comprimit, blanquinós i amb franges horitzontals i verticals que formen un patró quadricular.
- 10 espines i 13 radis tous a l'aleta dorsal i 3 espines i 7 radis tous a l'anal.
- Musell molt llarg (~ 1/2 la longitud del cap).
- Perfil superior del cap lleugerament còncau.
- Boca moderadament gran i amb dents canines petites.
- Opercle amb una espina plana.
- Preopercle fortament dentat.
- Les escates són llises, la línia lateral en té entre 51 i 53 i no en presenta cap a l'àrea que hi ha entre els ulls.[3][4]

## Reproducció
És monògam, fortament territorial i de fresa pelàgica.

## Alimentació
Menja crustacis petits bentònics o planctònics.

## Hàbitat
És un peix marí, bentònic, associat als esculls i de clima tropical (24 °C-26 °C; 32°N-23°S) que viu entre 10 i 100 m de fondària (normalment, entre 30 i 100).

## Distribució geogràfica
Es troba a la Conca Indo-Pacífica (des del mar Roig i Sud-àfrica fins a les illes Hawaii, el sud del Japó i Nova Caledònia) i el Pacífic oriental (des del golf de Califòrnia fins al nord de Colòmbia i les illes Galápagos).

## Observacions
És inofensiu per als humans.